# ШО (журнал)
Журнал «ШО» — колишній російськомовний та українськомовний журнал присвячений літературі та культурі. Видавався в Києві з 1995 по 2022 рік. За словами головного редактора, початково «ШО» був запланований як гуманітарний проєкт, спрямований на розширення українського культурного простору.
З  2005 року головний редактор журналу — Олександр Кабанов.

## Структура журналу
Видання є структурованим, поділеним на розділи:
- «ШО смотреть» (арт, театр, кіно),
- «ШО слушать» (музика),
- «ШО читать» (література).

## Формат видання
З самого початку формат «ШО» нагадував книгу. Матеріали мінімально прив'язані до часу, в основному це теми, актуальність яких не змінюється.
З 2011 року журнал видається в твердій палітурці.
Є одним з небагатьох журналів, який містить самвидав (розділ «Шоиздат»), де письменники, іноді початківці, презентують свої літературні твори.